# Enrico Betti
Enrico Betti (Pistoia, 1823. október 21. – Soiana, 1892. augusztus 11.) olasz matematikus, akit az 1871-ben publikált cikke tetté emlékezetessé. Ez a cikk a topológia terén adott újat a világnak. Később elnevezték róla a Betti-számokat. Egyenletekkel foglalkozott még valamint Galois-elmélettel. Felfedezte a róla elnevezett Betti-tételt a rugalmassággal kapcsolatban.
1846-ban szerezte meg a PhD fokozatát a Pisai Egyetemen. A témavezetője Ottaviano Mossotti volt. Öt híres tanítványa volt.